# Orde de Sant Joan de Jerusalem
L'orde de Sant Joan de Jerusalem (conegut també com l'orde dels Germans Hospitalers, orde dels Cavallers Hospitalers, orde Hospitaler o orde de Malta) va ser un orde militar i religiós fundat per ajudar pelegrins que viatjaven a Terra Santa al segle xi. Més tard va tornar-se un cos armat que va adquirir gran fama per les fetes bèl·liques en les quals va participar. El seu nom complet és Sobirà Orde Militar i Hospitaler de Sant Joan de Jerusalem, de Rodes i de Malta.

## Història

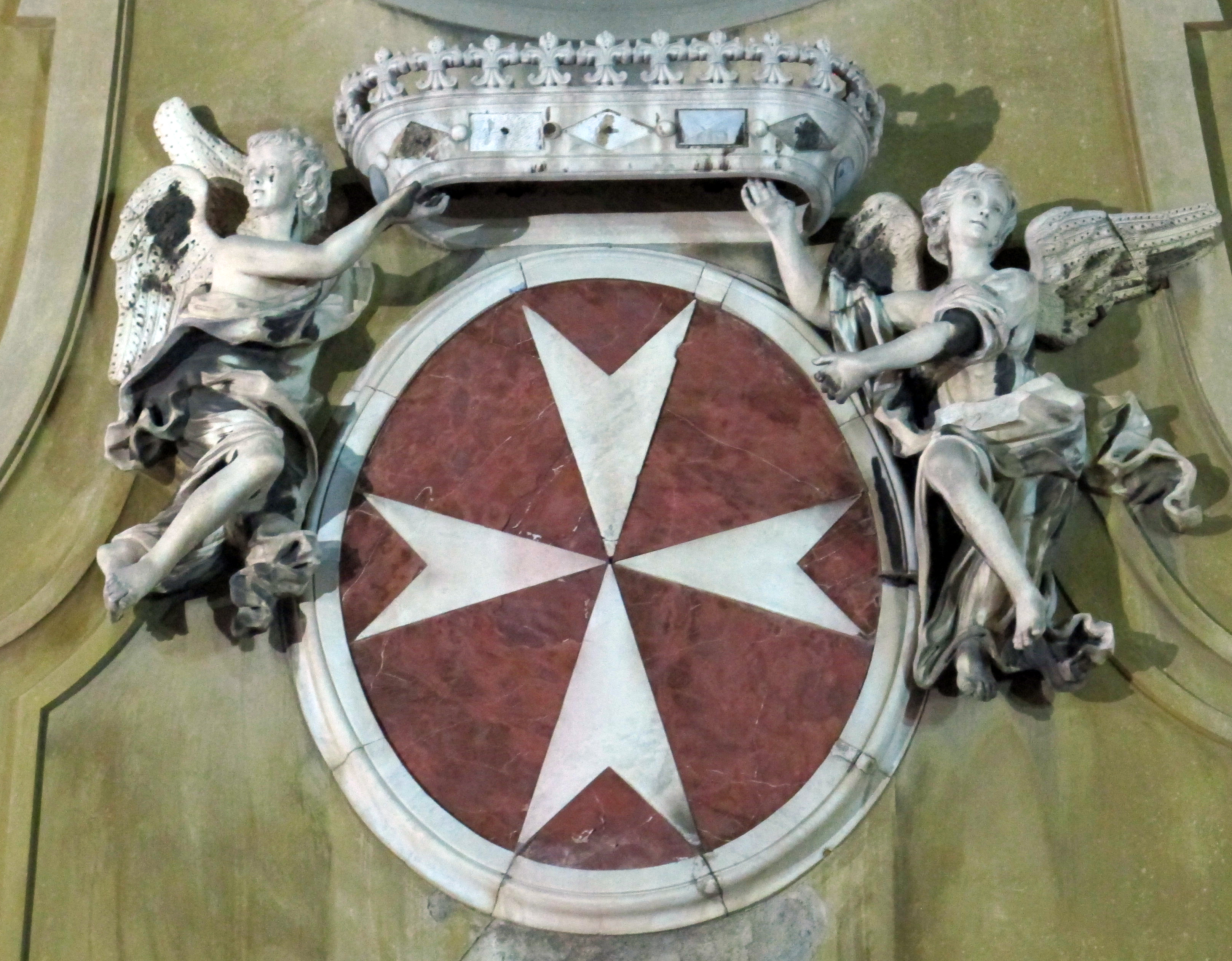
Escut de l'orde a S. Giovannino dei Cavalieri (Florència)

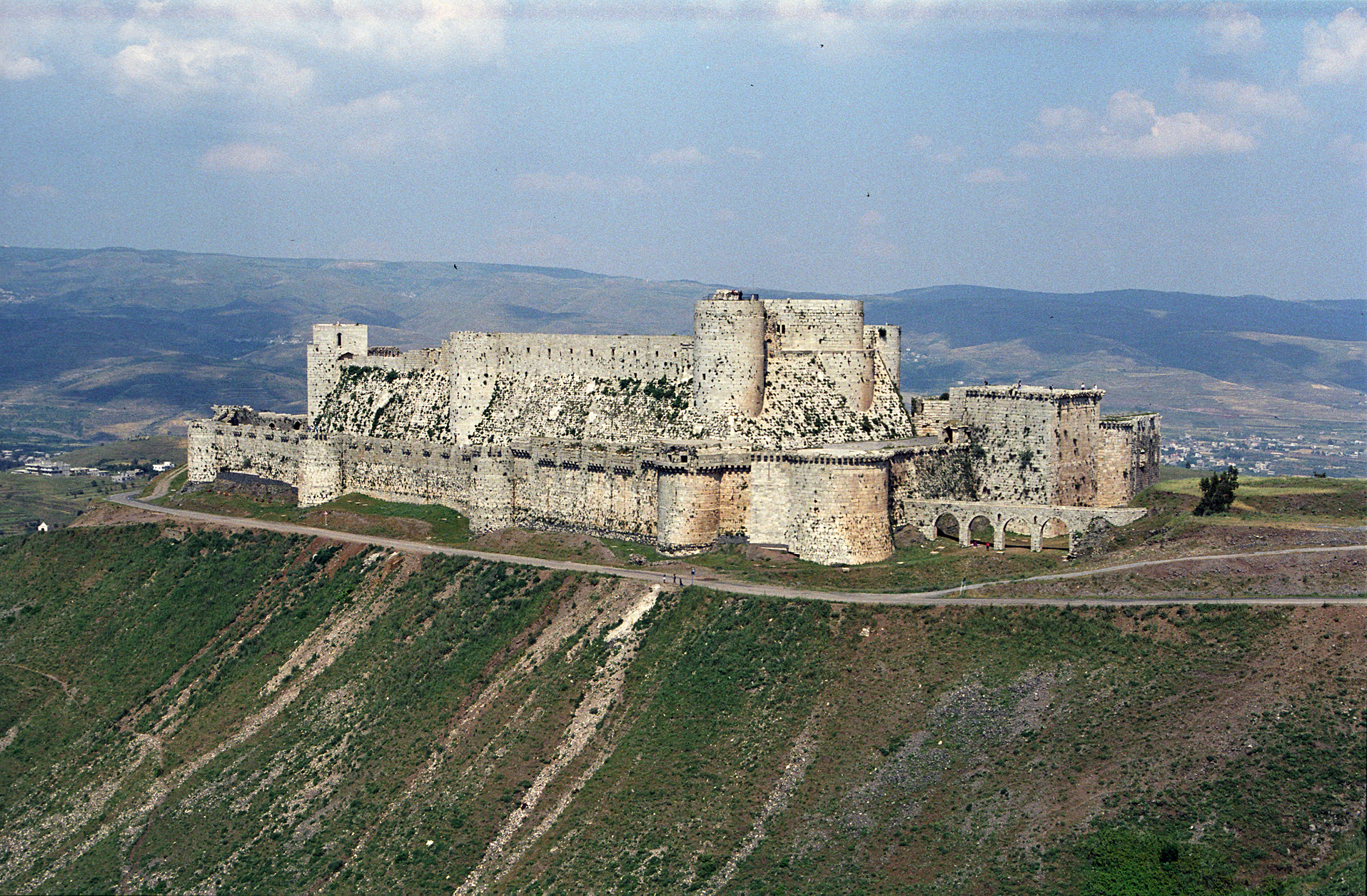
Krak dels Cavallers, castell de l'orde a Síria

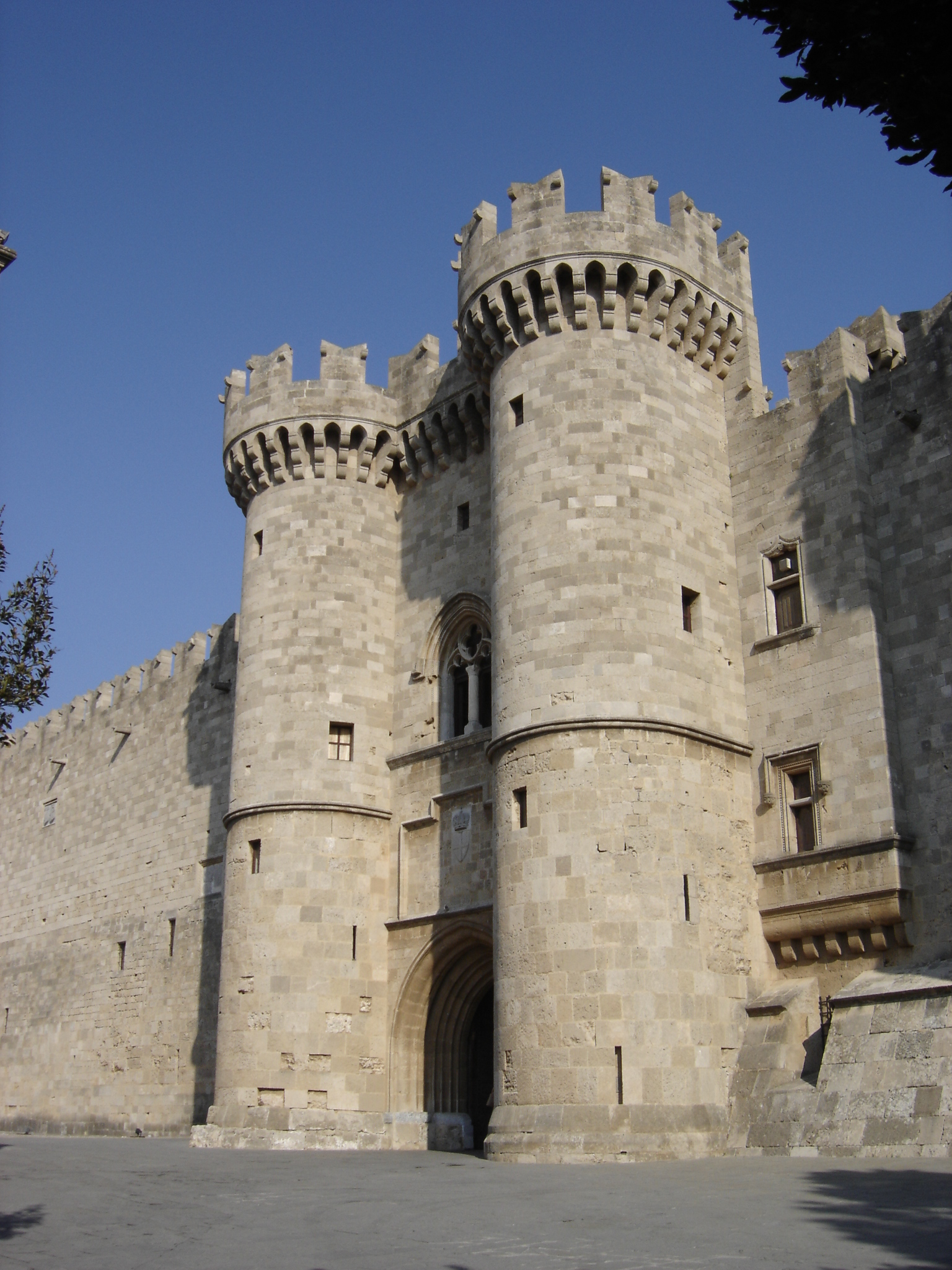
Palau del gran mestre (Rodes, Grècia)

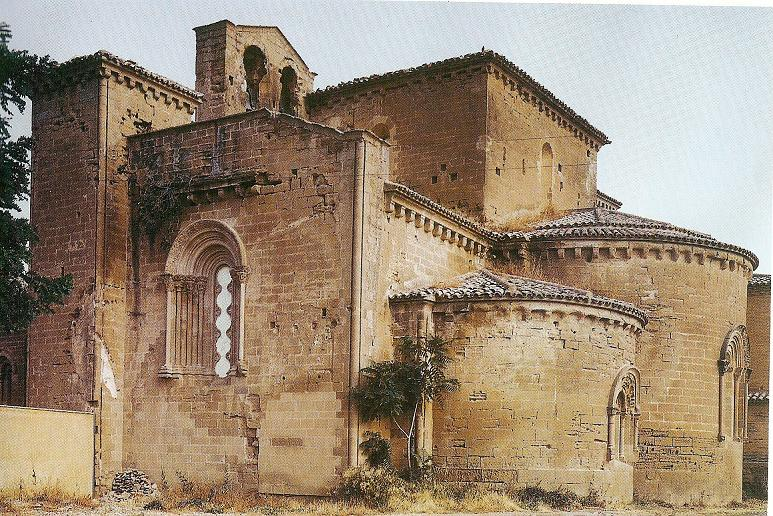
Santa Maria de Sixena, priorat de l'orde

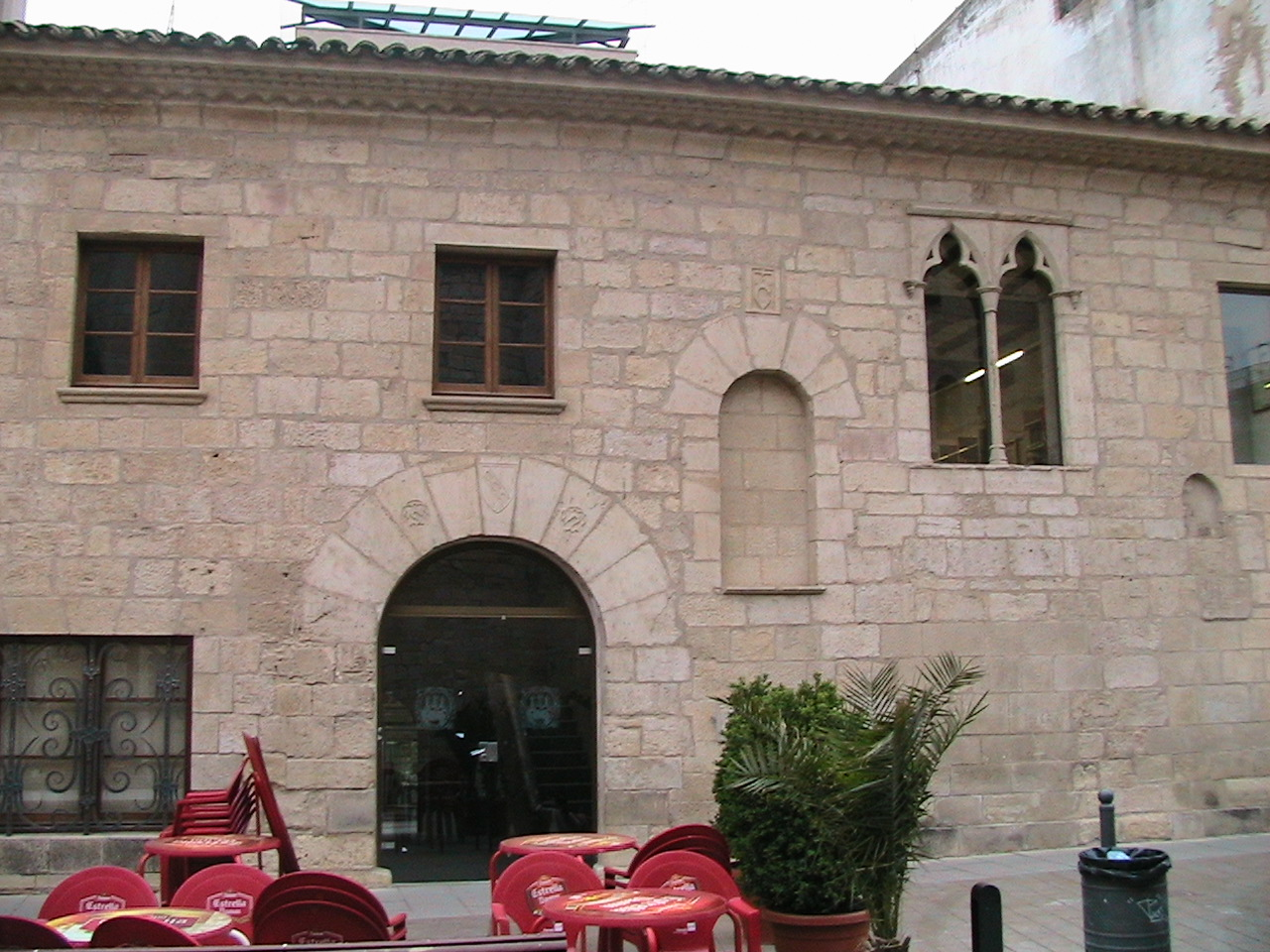
Antic hospital de Sant Joan (Espluga de Francolí)

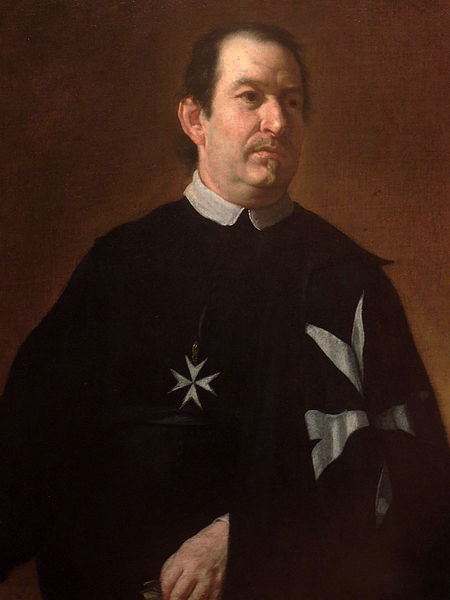
Retrat d'un gran mestre de Malta, per Karel Skréta (1651), amb l'hàbit de l'orde (Praga, Galeria Nacional)

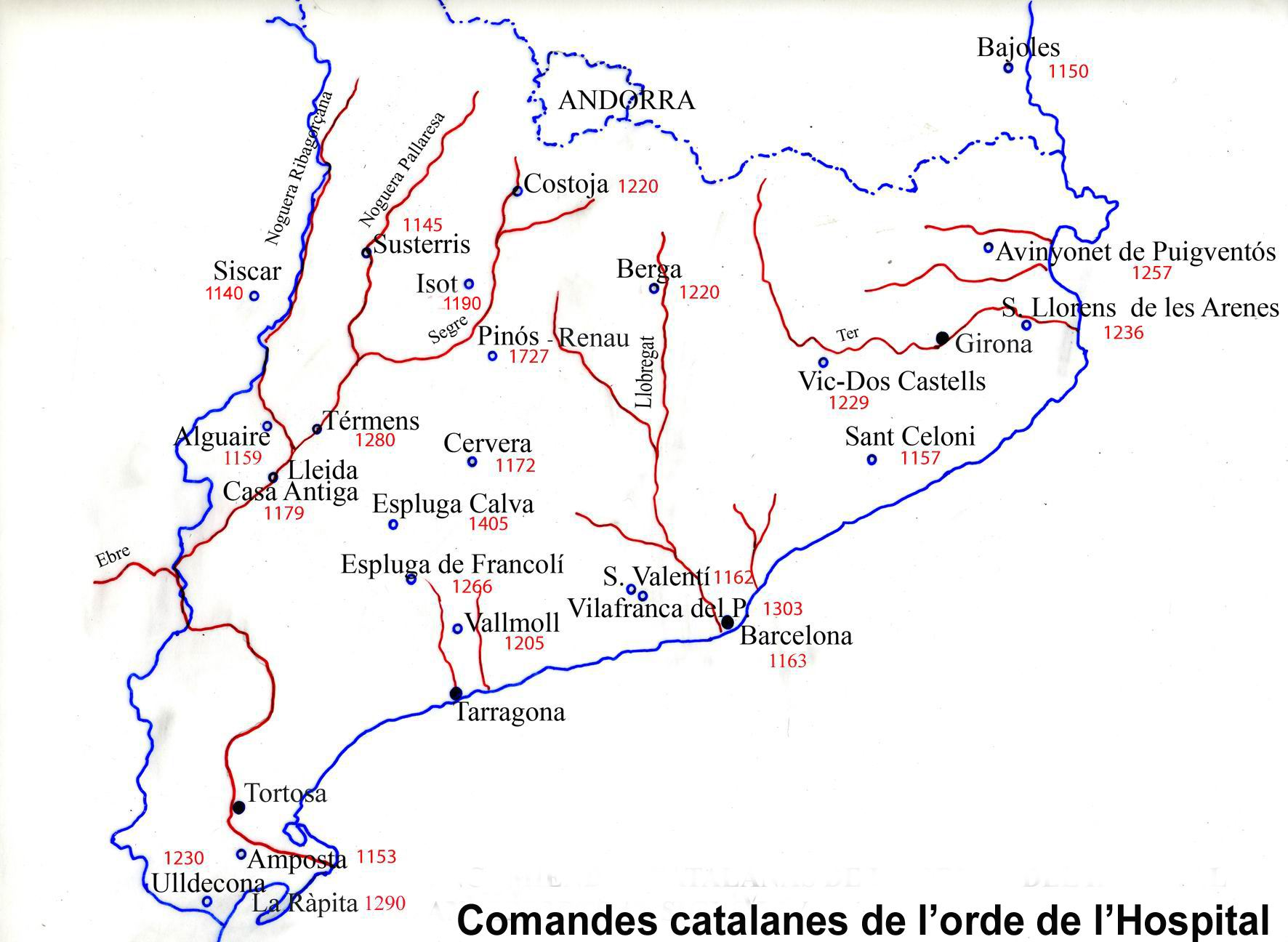
Mapa de les comandes catalanes de l'orde de l'Hospital

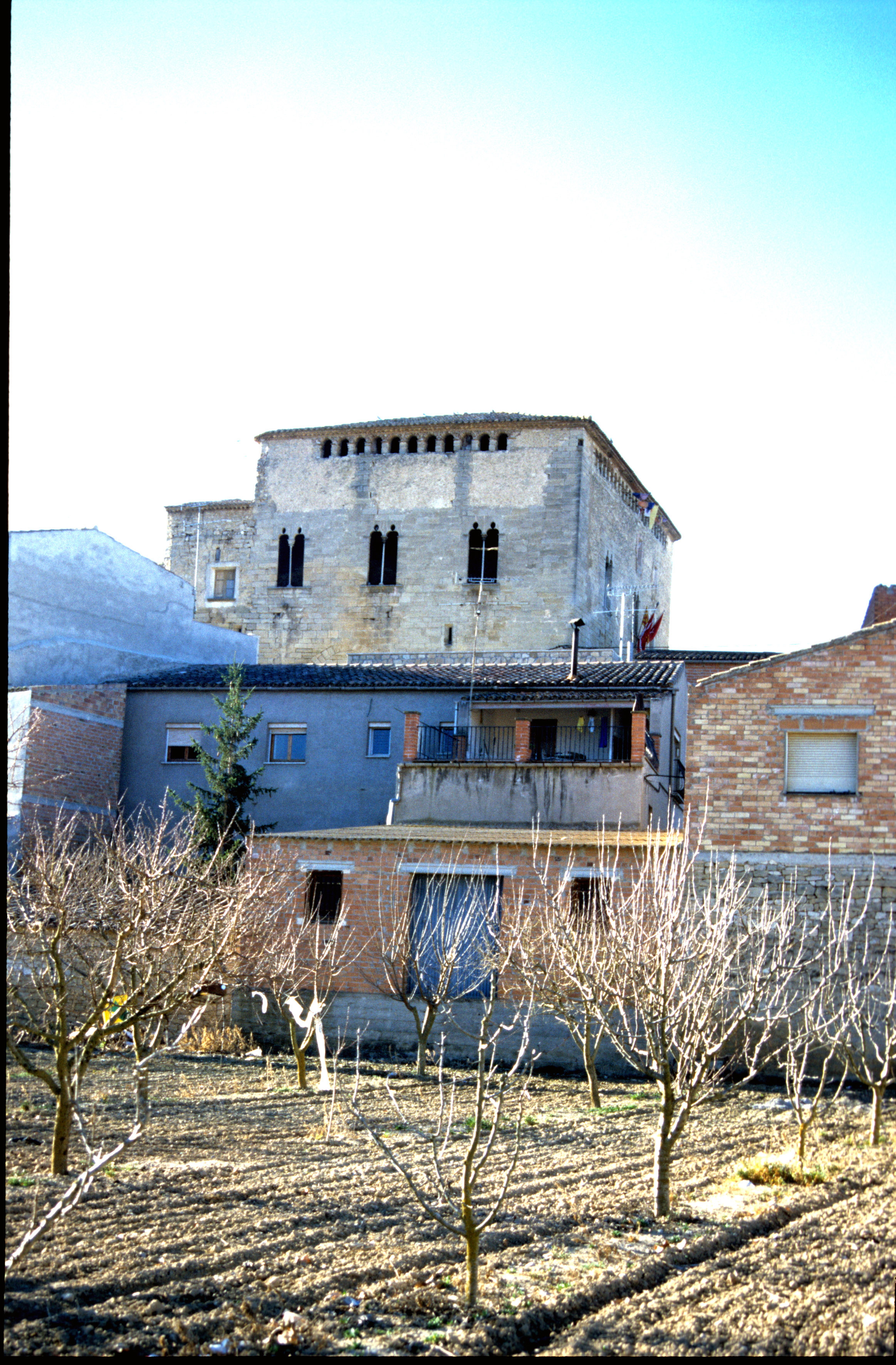
Vista general del castell de l'Espluga Calba. Comanda de l'Hospital de Sant Joan

Els orígens d'aquest orde de cavalleria es remunten a l'any 1048, quan uns mercaders de la ciutat d'Amalfi, al Regne de Nàpols i establerts a Jerusalem van decidir fundar-hi un hospital per a pelegrins al costat de l'església del Sant Sepulcre sota l'advocació de sant Joan Baptista i d'observança benedictina. La proximitat d'aquest temple va fer que el nou orde rebés el nom d'orde de Sant Joan de l'Hospital de Jerusalem.
Després de la conquesta de la Ciutat Santa pels croats el 1099, el primer mestre de l'orde, Gerard de sant Geniés, nascut a Provença, que els documents citen indistintament com a fundador i prior, va decidir estendre l'obra per Palestina, Síria i Europa mateix, en crear una sèrie d'hospitals a la ruta del pelegrinatge a Terra Santa.
L'orde adoptà la regla de sant Agustí, l'hàbit negre i una creu de drap blanc amb vuit puntes, les vuit benaurances. L'orde de Sant Joan de Jerusalem es va convertir en una força militar que va intervenir contínuament contra l'islam. No sols això, sinó que, per la cobdícia d'alguns dels seus mestres, va emprendre expedicions de conquesta per apoderar-se de terres i riqueses.
Però la dominació cristiana a Jerusalem va ser efímera: el soldà Saladí va conquerir la ciutat, si bé l'orde va conservar algunes fortaleses a Palestina, com el Krak dels Cavallers i, juntament amb els templers, hi va continuar guerrejant. El 1291, el soldà Melec va emprendre una gran ofensiva per fer fora definitivament els cristians. L'exèrcit format per cavallers dels ordes de Sant Joan de Jerusalem i el Temple va combatre ferotgement, però finalment no els va quedar més remei que embarcar cap a Xipre.
Reorganitzat l'orde, va tornar a intentar la conquesta de Palestina i fins i tot va arribar a prendre Damasc, però els hospitalers van haver de reembarcar-se.

### Orde dels Cavallers de Rodes
L'orde desitjava una seu i va emprendre la conquesta de l'illa de Rodes, el 1310: va ser a partir d'aleshores que els hospitalers van començar a anomenar-se cavallers de Rodes. Com que l'orde del Temple va ser dissolt i el seu gran mestre i els principals cavallers van ser executats sota l'acusació d'heretgia, una bona part de les seves riqueses van anar a parar al de Sant Joan, que va tornar-se una institució rica i opulenta.
D'aquesta època data l'organització de l'orde en llengües o nacions. Les llengües eren vuit, cadascuna amb el seu propi administrador i a cadascuna d'elles —Provença, Alvèrnia, França, Itàlia, Aragó (que incloïa la corona d'Aragó i Navarra), Castella (que incloïa Portugal), Alemanya i Anglaterra— es reservava una de les vuit dignitats supremes. El gran mestre, que era el príncep de Malta, podia ser escollit de qualsevol llengua. El 1480 la flota otomana, considerablement reforçada va atacar Rodes i Òtranto. El setge de Rodes, de maig a agost va fracassar assetjant Rodes, però finalment va expulsar els cavallers de Rodes de la seva fortalesa insular i així assegurar el control otomà de la Mediterrània oriental en el setge de 1522.

### Orde de Malta
Després de perdre el domini de l'illa de Rodes, novament l'orde va haver de cercar un lloc on establir-se. El gran mestre hospitaler es va dirigir a l'emperador Carles V per sol·licitar-li que els cedís una terra on fixar-hi la residència. L'emperador els va oferir l'illa de Malta, se'n signà la cessió el 1530 i l'orde va prendre possessió de les illes de Malta, Gozo i Trípoli. L'orde de Sant Joan de Jerusalem, que ja començava a denominar-se orde de Malta, va armar galeres i no va cessar en la seva lluita contra les naus turques. Va ser una època d'incessants combats navals. Anys després, l'orde de Malta va participar en la batalla de Lepant (1571).

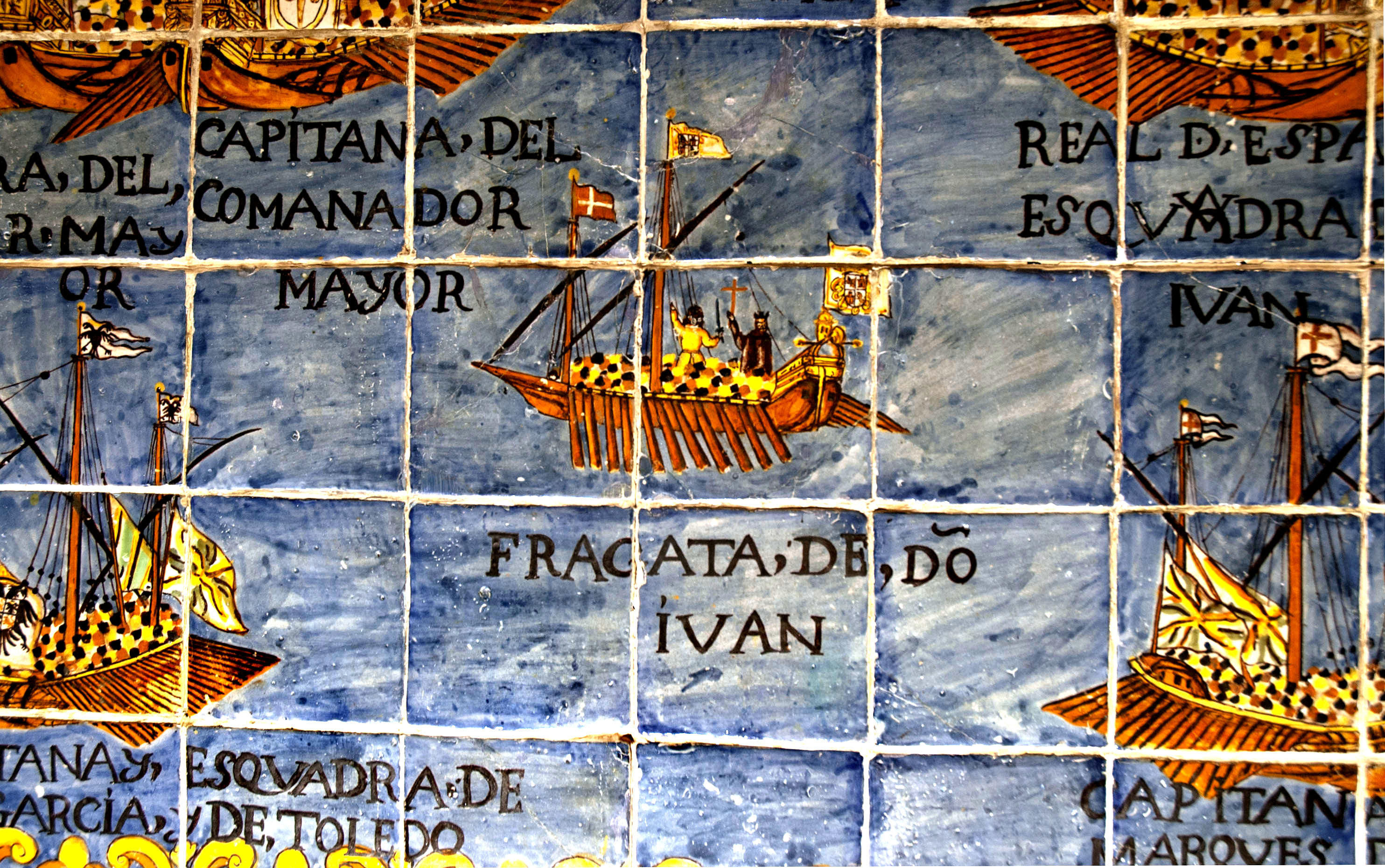
Valls, capella del Roser. Fragment del plafó de la dreta on s'hi representa la Batalla de Lepant

Va anar transcorrent el temps i no van ser els turcs qui van expulsar els antics cavallers de Rodes de l'illa de Malta, sinó els francesos, una vegada enderrocada la monarquia de Lluís XVI i establerta la república. El dia 6 de juny de 1798 va ser l'últim del poder i l'opulència de l'orde hospitaler. Quan el general Bonaparte va ser nomenat cap de l'expedició francesa a Egipte, es va presentar davant Malta, hi va desembarcar els seus soldats i es va apoderar de l'illa.

### Declivi i desaparició
El gran mestre Ferdinand von Hompesch es va retirar a Trieste amb aquells que van voler seguir-lo. Quan aquest va morir assassinat l'any 1801, el papa Pius VII es va proclamar protector de l'orde i va nomenar gran mestre Bartolomeo Francesco Maria Ruspoli, el qual va establir la residència a Catània, a l'est de Sicília. El 1845 l'orde podia considerar-se virtualment dissolt, a mesura que en cada país existia i s'organitzava de distinta manera. Se'n considera el successor el Sobirà Orde de Malta, establert a Roma.

## Branca femenina
L'orde, des de 1188, va tenir una branca femenina de monges de vida contemplativa, les monges comanadores de Sant Joan de Jerusalem. A partir del primer monestir, Santa Maria de Sixena, es va estendre per la resta d'Europa, tot i que mai no va arribar a tenir un gran desenvolupament.

## Els catalans i l'orde de Sant Joan de Jerusalem
Els cavallers catalans de la llengua d'Aragó utilitzaren com a únic idioma oficial el català fins a l'inici del s. XIX. A la catedral de Sant Joan, a la Valletta, recoberta de làpides multicolors de marbre que tanquen els sepulcres dels cavallers, s'hi poden veure els noms i els escuts dels cavallers catalans, principalment a la capella de Sant Jordi, que era la de la llengua d'Aragó, però també en d'altres. A la capella de l'oratori o de Sant Joan Baptista hi ha la làpida del mallorquí Nicolau Abrí Descatllar, l'epitafi de la qual és l'únic escrit en català. Hi va haver deu grans mestres de l'orde pertanyents a la llengua d'Aragó, dels quals set van ser de parla catalana: Antoni de Fluvià (1421-1437); Pere Ramon Sacosta (1461-1467); Joan d'Omedes (1536-1553); Rafael Cotoner i d'Olesa (1660-1663), mallorquí; Nicolau Cotoner i d'Olesa (1663-1680), germà de l'anterior; Ramon Perellós i Rocafull (1697-1720), valencià, i Ramon Despuig i Martínez de Marcilla (1736-1741), mallorquí. També van ser mallorquins tres bisbes de Malta, un d'abans de l'època dels hospitalers. La influència dels grans mestres de la llengua d'Aragó —els darrers prínceps catalans que han passejat llur senyera vencedora per la mar Mediterrània, en paraules de Lluís Nicolau d'Olwer, un dels autors, juntament amb Josep Pla, que han tractat de Malta en la seva obra— fou notable, especialment la de Nicolau Cotoner (mallorquí), que va fer bastir la principal línia de fortificacions de Malta, coneguda per això mateix encara avui amb el nom de la Cotonera.

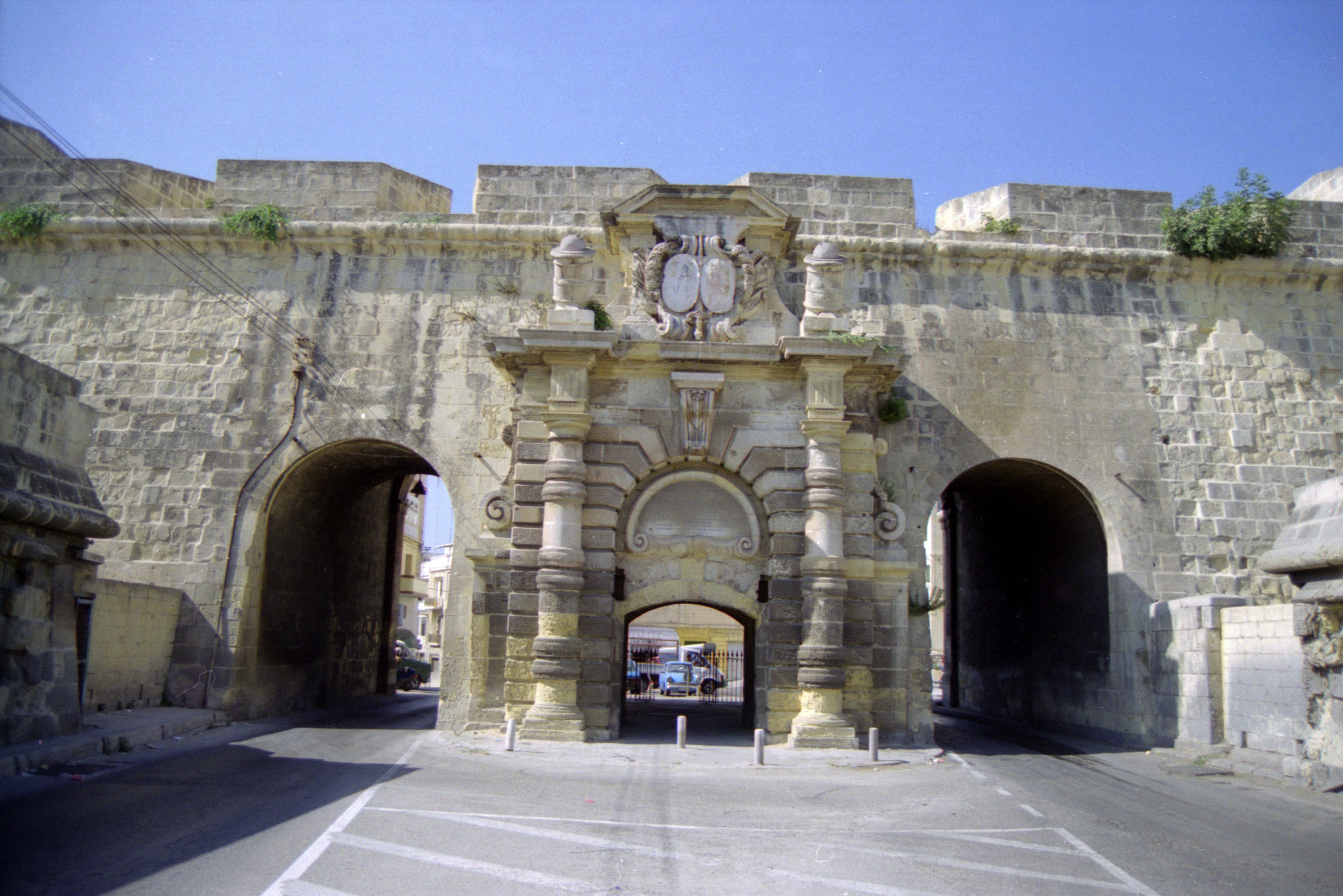
La Valleta, Malta. Muralla "la Cotonera"

### L'orde a Catalunya
A Catalunya l'orde de Sant Joan de Jerusalem va fundar i administrar nombrosos hospitals, com el de l'Espluga de Francolí (des de l'edat mitjana fins a l'any 1851), entre molts d'altres. La comanda dels Hospitalers incloïa reis i comtes en les seves files, cosa que va fer de l'orde un subjecte d'importants donacions, privilegis i concessions que van suposar la base del poder polític i econòmic que va assolir l'orde del Temple en els cent setanta-cinc anys que va durar el seu assentament a Catalunya.
La comanda dels Hospitalers a Catalunya va organitzar-se a partir de l'any 1150 sota la jurisdicció de la castellania d'Amposta, ja que Ramon Berenguer IV els va concedir el castell d'Amposta, com a recompensa per la seva ajuda en les seves campanyes militars. El gran mestre de l'orde català tenia el títol de castellà d'Amposta i des del seu castell comandava l'orde a la corona d'Aragó. A partir del 1280 la seu de la castellania d'Amposta va deixar d'estar en aquesta vila, ja que el rei Pere II els va permutar el seu castell pels d'Onda i Gallur, però el gran mestre de l'orde va continuar conservant el títol de castellà d'Amposta.
Les comandes estaven habitades per frares que podien ser cavallers, servents o sacerdots. El comanador era el cap de la comunitat en l'ordre administratiu, militar i religiós, i li corresponia l'administració dels drets i propietats. Una part de les rendes, però, havien de ser transferides a Orient. Els béns de les comandes podien ser materials (terres, castells i molins), i jurídics (drets senyorials i jurisdiccionals sobre diverses poblacions). Al contrari, l'orde del Temple va quedar en descrèdit a causa de l'acumulació de riqueses, la pràctica de cerimònies secretes, la pèrdua de possessions a Orient com Sant Joan d'Acre (1291), fins que finalment fou suprimit i les seves possessions i béns (de Catalunya, Aragó i Mallorca) foren lliurats a l'orde de l'Hospital (a final del 1317).
D'aquesta manera l'orde dels hospitalers va aconseguir una gran concentració de possessions i es van fer extremament poderosos tant socialment i econòmica, com políticament. La comanda, però, amb el pas del temps, va anar a menys, i defèn només la jurisdicció de les cases i les terres que posseïen i administra els béns dels templers.
L'orde és present a Catalunya per una delegació establerta per l'Assemblea Espanyola del Sobirà Ordre de Malta, que té com a delegat a Ignacio de Puig y Egido.